# Maremoto del golfo di Napoli del 1343
Il maremoto del golfo di Napoli si verificò il 25 novembre 1343. Lo tsunami, avvertito principalmente nei golfi di Napoli e Salerno, provocò danni ingenti e perdita di vite umane. Furono distrutte numerose navi nei porti a Napoli e lungo la costiera amalfitana, inclusa la stessa Amalfi. Gli effetti dello tsunami furono osservati dal poeta Francesco Petrarca, la cui presenza a Napoli in veste di ambasciatore inviato da parte di Papa Clemente VI quella notte era alloggiato nel convento di San Lorenzo Maggiore lo rende testimone oculare del fatto, da lui descritti nel quinto libro delle sue Epistolae familiares. Uno studio del 2019 imputa l'evento un'ingente frana sottomarina (maggiore di 1 km³) avvenuta a Stromboli. Un'eruzione o un lieve terremoto avrebbe innescato il collasso della Sciara del Fuoco, il fianco nordoccidentale del cono vulcanico, provocando un'onda di tsunami propagatasi fino alle coste campane, creando l'evento descritto dal Petrarca e distruggendo gli insediamenti sull'isola di Stromboli, che rimase scarsamente abitata, anche a causa di due successivi eventi avvenuti tra il 1350 ed il 1500.